# Xerocnephasia
Xerocnephasia is een geslacht van vlinders uit de familie van de Tortricidae (Bladrollers). Het geslacht werd voor het eerst wetenschappelijk beschreven door Leraut in 1979.

## Soorten
Het genus bevat de volgende soort:

- Xerocnephasia rigana Sodoffsky, 1829